# Nexsound
Nexsound — український незалежний лейбл, присвячений експериментальній музиці. Nexsound заснував у 2000 р. у Харкові Андрій Кириченко. Серед жанрів, які охоплює Nexsound — нойс, електроакустика, ембієнт, імпровізаціний пост-рок. На Nexsound’і публікувались, серед інших, Андрій Кириченко, Kotra, Алла Загайкевич, Zavoloka. Nexsound також виступає співорганізатором фестивалів, зокрема «Деталі звуку» та Nexsound.

## Зовнішні посилання
- Офіційний вебсайт лейблу [Архівовано 22 квітня 2022 у Wayback Machine.]